# Halberg (Lohmar)
Halberg ist eine Ortschaft, die zur Stadt Lohmar im Rhein-Sieg-Kreis in Nordrhein-Westfalen gehört. Bis 1969 war Halberg eine eigenständige Gemeinde.

## Geographie
Halberg liegt im Südwesten des Stadtgebiets von Lohmar. Umliegende Ortschaften sind Ungertz im Norden, Ellhausen und Kreuzhäuschen im Nordosten, Salgert im Osten, Gebermühle im Südosten, Lohmarhohn im etwas entfernteren Süden durch das Jabachtal getrennt, Weegen im Südwesten, Donrath im Südwesten, Westen und Nordwesten sowie Höngen im Nordwesten.
Nordöstlich von Halberg entspringt ein orographisch linker Quellfluss des Ellhauser Bachs, welcher wiederum als linker Nebenfluss bei Donrath in die Agger mündet.

## Geschichte
Bis 1774 verlief eine Postlinie von Köln nach Siegen durch Halberg, wo die erste Posthalterstelle war. Bis 1771 wurde diese Privatpost von der Familie von Aussem betrieben und dann von der Familie von Thurn und Taxis aufgekauft.
Halberg gehörte bis 1806 zum Herzogtum Berg. Der Ort bildete mit den umliegenden Ansiedlungen eine Honschaft, die zum Kirchspiel Lohmar und zum Amt Blankenberg gehörte. Nach den napoleonischen Revolutionskriegen trat 1806 das Herzogtum Berg dem Rheinbund bei, wurde zum Großherzogtum erhoben und stand unter französischer Verwaltung. Von 1806 bis 1813 gehörte Halberg zur Mairie Lohmar im Arrondissement Siegburg, das dem Département Rhein zugeordnet war.

## Gemeinde Halberg
Nachdem 1815 dem Königreich Preußen auf dem Wiener Kongress das Rheinland zugesprochen wurde, wurde Halberg eine selbständige Landgemeinde, die von der im Jahr 1816 neu geschaffenen Bürgermeisterei Lohmar im Kreis Siegburg verwaltet wurde.
Zur Gemeinde gehörten neben Halberg die Ortschaften Broich, Büchel, Donrath, Eichen, Ellhausen, Gebermühle, Grimberg, Höngen, Kreuzhäuschen, Kreuznaaf, Kuttenkaule, Naaferberg, Salgert, Steinhauershäuschen, Weegen.
Die Gemeinde Halberg hatte 1885 insgesamt 473 Einwohner, die in 105 Wohngebäuden lebten; 247 der Einwohner waren männlich und 226 weiblich. Die Gemeinde war mit 444 Gläubigen überwiegend katholisch, gehörte zur Pfarrei „St. Johannes Enthauptung“ in Lohmar, hatte aber bereits eine Filialkapelle; daneben gab es 29 evangelische Christen, die zur Kirchengemeinde Wahlscheid gehörten.
1885 hatte die Gemeinde Halberg eine Fläche von 573 ha, davon 324 ha Ackerland, 43 ha Wiesen und 171 ha Wald. 
Am 1. August 1969 wurde die Gemeinde nach dem Bonn-Gesetz aufgelöst und der Gemeinde Lohmar angegliedert.

### Einwohnerentwicklung
| Jahr | Einwohner |
| ---- | --------- |
| 1816 | 464       |
| 1843 | 595       |
| 1871 | 495       |
| 1905 | 477       |
| 1961 | 920       |

## Kapelle St. Isidor
Die Kapelle von Halberg ist dem heiligen Isidor und der heiligen Barbara geweiht. Sie wurde von Johann Bertram Griefrath erbaut, dem Lohmarer Schultheiß, der auch Gastwirt und Posthalter war und auf dem Henselers Hof wohnte. Im Jahr 1731 ließ er sich die Errichtung vom Erzbischöfliches Generalvikariat genehmigen und begann mit dem Bau, der 1732 fertiggestellt wurde. 1743 errichtete der Schwiegersohn und Nachfolger Johann Limbach eine Vikarie zum Unterhalt der Kapelle. Dessen Witwe wiederum ergänzte diese mit einer jährlichen Spende von drei Maltern Korn für eine Armenbrotspende zum Kapellenfest. 1911 wurde ein Kapellenverein gegründet. 1930 wurde unter Leitung von Joseph Prill an das Kapellenschiff ein Querschiff angebaut und ein neuer Chor errichtet. Das Dach wurde von der Familie von Nesselrode gespendet, die das Erbe der Familie Griefrath angekauft hatte und sich der Stiftung verpflichtet fühlte. Inzwischen wurde auch noch eine große Sakristei angebaut. Die Kapelle steht unter Denkmalschutz und ist eine Filiale der katholischen Pfarrkirche „St. Johannes Enthauptung“ in Lohmar.

## Verkehr
Halberg liegt an der Kreisstraße 37.